# Георги Софийски Стари
Свети Георги Софийски Стари е един от деветимата софийски мъченици за православната вяра. Почита се на 26 март. Житието му е запазено в препис на гръцки.
Георги се родил в София в 1407 г. В християнска вяра го въвели и възпитали родителите му. Бил човек с военен чин, възможно на османска служба и поучил високо отличие за добрата си служба. Бил на 30 години, когато не изтърпял хулите към Христа на един османски оръжейник, комуто бил дал лъка си за поправка. Османците го хванали, първо го увещавали, после заплашвали и накрая тежко измъчвали и като видели твърдостта му във вярата го осъдили на смърт, като първо го проболи с нож, а после го изгорили на клада. Това станало на 26 март 1437 г. в еничарската столица Одрин.

## Памет
В родния му град София го тачели и с него укрепвали духа си по-сетне просиялите в годините на владичеството мъченици като Георги Нови Софийски и Николай Нови Софийски. Образът му е изографисван от Възраждането до днес на общата икона на софийските светци.
На свети Георги Софийски е наречена улица в София (Карта).